# Grava

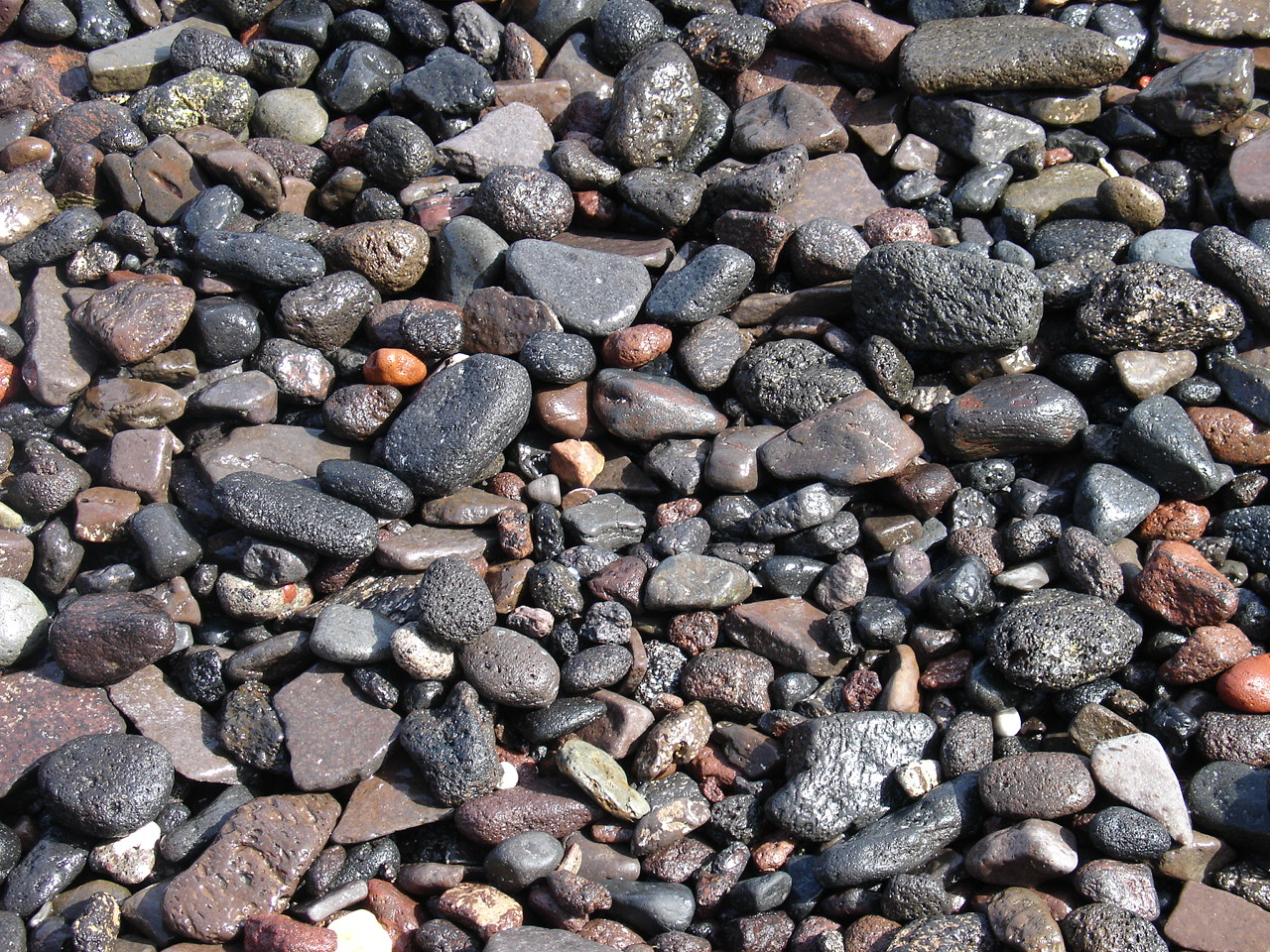
Dipòsit de grava i còdols a Santorini, Grècia

La grava és una agregació solta de fragments de roca. La grava es produeix de manera natural a la Terra com a resultat de processos geològics sedimentaris i erosius⁣; i també es produeix comercialment en grans quantitats com a pedra triturada, i s'utilitza en la construcció.
La grava es classifica per rang de mida de partícules i inclou classes de mida des de fragments de mida de grànuls fins a blocs. A l'⁣escala d'Udden-Wentworth, la grava es classifica en grava granular (2–4 mm) i grava de còdols (4–64 mm). La norma ISO 14688 classifica les graves com a fines, mitjans i gruixuts, amb rangs 2–6.3 mm la prima i 20–63 mm la gruixuda. Un metre cúbic de grava normalment pesa uns 1,800 kg, o una iarda cúbica pesa uns 1,400 kg.
La grava és un producte comercial important, amb diverses aplicacions. Gairebé la meitat de tota la producció de grava s'utilitza com a àrid per al formigó. Gran part de la resta s'utilitza per a la construcció de carreteres, ja sigui a la base de la carretera o com a superfície de la carretera (amb o sense asfalt o altres aglutinants). Els dipòsits de graves poroses naturals tenen una alta conductivitat hidràulica, el que els converteix en importants aqüífers.

## Etimologia
La paraula grava prové del francès antic gravele o gravelle.

## Definició i propietats

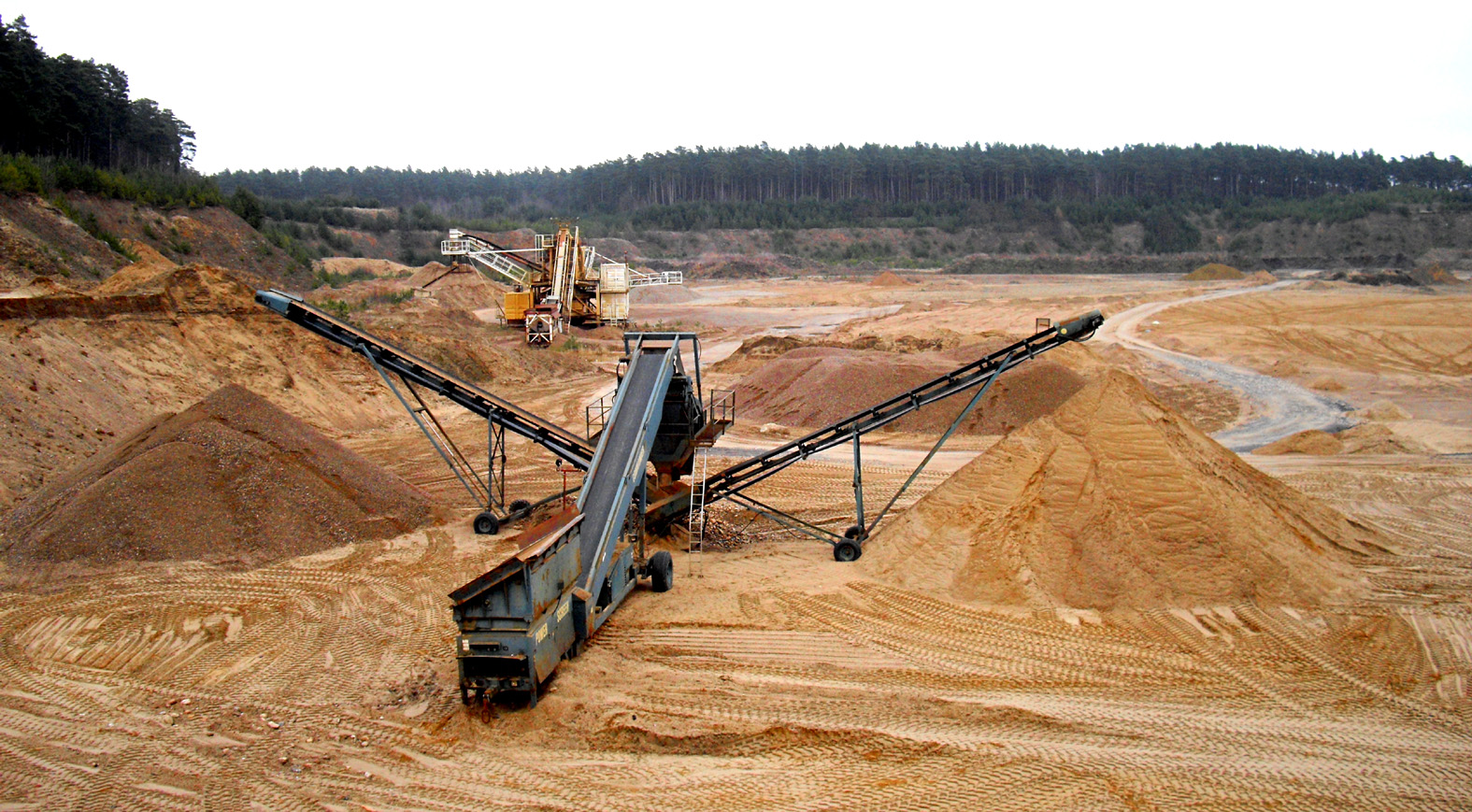
Separador de sorra i grava en una gravera a Alemanya

Col·loquialment, el terme grava s'utilitza sovint per descriure una barreja de peces de pedra de diferents mides barrejades amb sorra i possiblement una mica d'argila. La indústria de la construcció nord-americana distingeix entre grava (un material natural) i pedra triturada (produïda artificialment per trituració mecànica de roca).
La definició tècnica de grava varia segons la regió i l'àrea d'aplicació. Molts geòlegs defineixen la grava simplement com a partícules de roca arrodonides soltes de més de 2 mm de diàmetre, sense especificar un límit de mida superior. De vegades es distingeix la grava de la runa, que són partícules de roca soltes del mateix rang de mida però de forma angular. L'escala Udden-Wentworth, àmpliament utilitzada pels geòlegs dels EUA, defineix la grava granular com a partícules amb una mida de 2 a 4 mm i grava de còdols com a partícules amb una mida de 4 a 64 mm . Això correspon a totes les partícules amb mides entre sorra gruixuda i llambordes.
El Departament d'Agricultura dels EUA i la Soil Science Society of America defineixen la grava com a partícules de 2 a 80 mm de mida, mentre que l'escala alemanya (Atterburg) defineix la grava com a partícules de 2 a 200 mm. El Cos d'Enginyers de l'Exèrcit dels EUA defineix la grava com a partícules de menys de 3 anys de mida que es conserven per una malla número 4, que té un espai de malla de 4.76 mm. L'ISO 14688 per a graves de grau d'enginyeria del sòl com a fines, mitjans i gruixuts amb rangs 2 mm a 6,3 mm a 20 mm fins a 63 mm.
La densitat aparent de la grava varia entre 1,460 a 1,920 kg/m. La grava natural té una alta conductivitat hidràulica, de vegades arribant per sobre d'1 cm/s.

## Origen

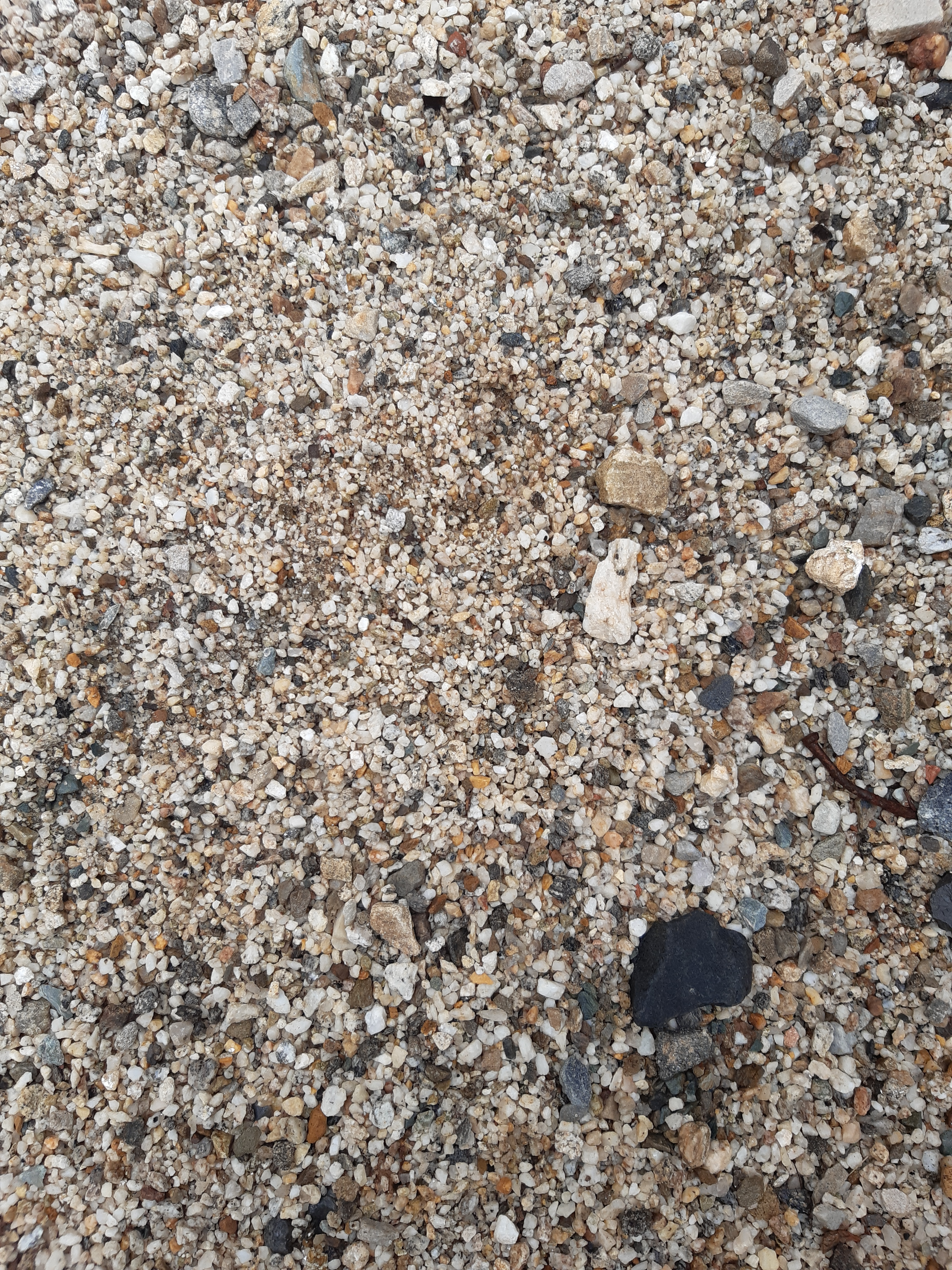
Llit de grava sedimentària d'origen natural

La major part de la grava es deriva de la desintegració de la roca base a mesura que fa temps. El quars és el mineral més comú que es troba a la grava, ja que és dur, químicament inert i no té plans d'escissió al llarg dels quals la roca es divideix fàcilment. La majoria de les partícules de grava consisteixen en múltiples grans minerals, ja que poques roques tenen grans minerals més gruixuts que uns 8 mm. Les excepcions inclouen vetes de quars, pegmatites, intrusions profundes i roca metamòrfica d'alt grau. Els fragments de roca s'arrodonien ràpidament a mesura que són transportats pels rius, sovint a unes poques desenes de quilòmetres dels afloraments de la seva font.
La grava es diposita com a mantes o barres de grava als canals dels rierols; en cons de dejecció; en entorns marins propers a la costa, on la grava és subministrada per rierols o erosió al llarg de la costa; i als deltes de corrents de corrent ràpid. L'embassament superior del Mississipi conté graves de sílex extenses que es creu que tenen el seu origen a menys de 100 milles (160 km) des de la perifèria de l'embassament.

## Producció i usos

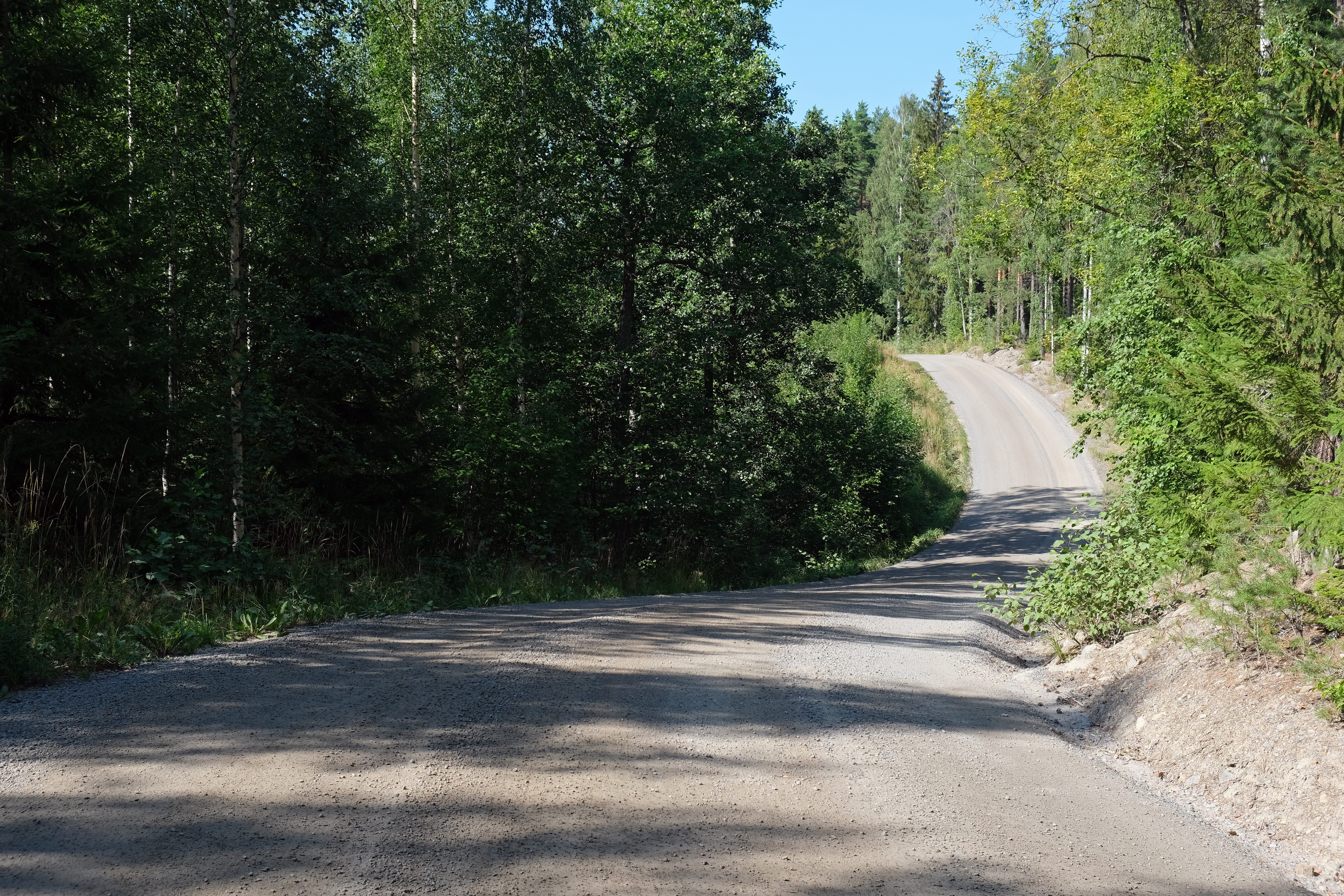
Una carretera de grava a Finlàndia

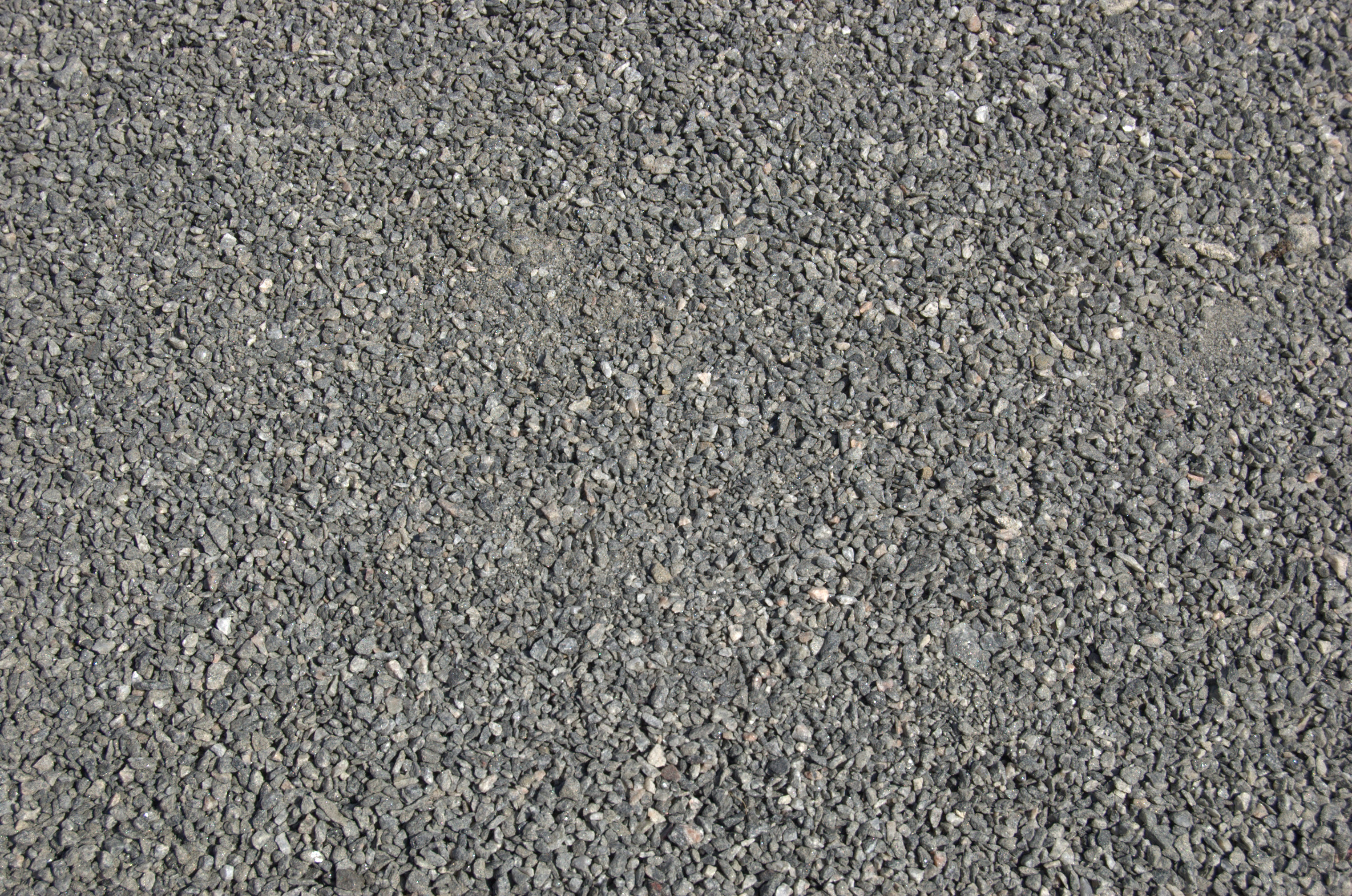
Pedra triturada mecànicament graduada, amb mida de partícules aproximadament entre 5 i 15 mm

La grava és una matèria primera bàsica important en la construcció. Les estadístiques oficials no solen distingir la sorra de la grava, però la pedra triturada es tracta com una categoria separada. El 2020, la sorra i la grava van representar conjuntament el 23% de tota la producció de minerals industrials als EUA, amb un valor total d'uns 12.600 milions de dòlars. Es van produir uns 960 milions de tones de sorra i grava de construcció. Això supera molt la producció de sorra i grava industrials (68 milions de tones), que és majoritàriament sorra en lloc de grava.
S'estima que gairebé la meitat de la sorra i grava de construcció s'utilitza com a àrid per al formigó. Altres usos importants inclouen en la construcció de carreteres, com a base de carreteres o en asfalt⁣; com a farciment de construcció; i en infinitat d'usos menors.
La grava es distribueix àmpliament i abundant principalment com a dipòsits fluvials, planes d'inundació fluvials i dipòsits glacials, de manera que les consideracions ambientals i la qualitat dicten si les alternatives, com ara la pedra picada, són més econòmiques. La pedra triturada ja està desplaçant la grava natural a l'est dels Estats Units, i la grava reciclada també és cada cop més important.

## Relació amb la vida vegetal
Als llocs on predomina el sòl de grava, la vida vegetal és generalment més escassa. Això es deu a la capacitat inferior de les graves per retenir la humitat, així com a la corresponent escassetat de nutrients minerals, ja que els sòls més fins que contenen aquests minerals estan presents en quantitats més petites.

## En el registre geològic
Els sediments que contenen més d'un 30% de grava que es transformen en roca sòlida s'anomenen conglomerats. Els conglomerats es troben àmpliament distribuïts a les roques sedimentàries de totes les edats, però normalment com a component menor, que representen menys de l'1% de totes les roques sedimentàries. Els ventalls al·luvials probablement contenen les acumulacions de grava més grans del registre geològic. Aquests inclouen conglomerats de les conques del Triàsic de l'est d'Amèrica del Nord i la nova pedra arenisca vermella del sud de Devon.

## Granulometria
Dins de la classificació granulomètrica de les partícules del sòl, les graves ocupen el següent lloc en l'escalafó:
| Partícula | Mida           |
| --------- | -------------- |
| Argiles   | < 0,002 mm     |
| Llims     | 0,002-0,063 mm |
| Sorres    | 0,063-2 mm     |
| Graves    | 2-32 mm        |
| Còdols    | 32 mm-25 cm    |
| Blocs     | >25 cm         |